# Chenopodium oahuense
Chenopodium oahuense är en amarantväxtart som först beskrevs av Franz Julius Ferdinand Meyen, och fick sitt nu gällande namn av Paul Aellen. Chenopodium oahuense ingår i släktet ogräsmållor, och familjen amarantväxter. Inga underarter finns listade i Catalogue of Life.

## Bildgalleri

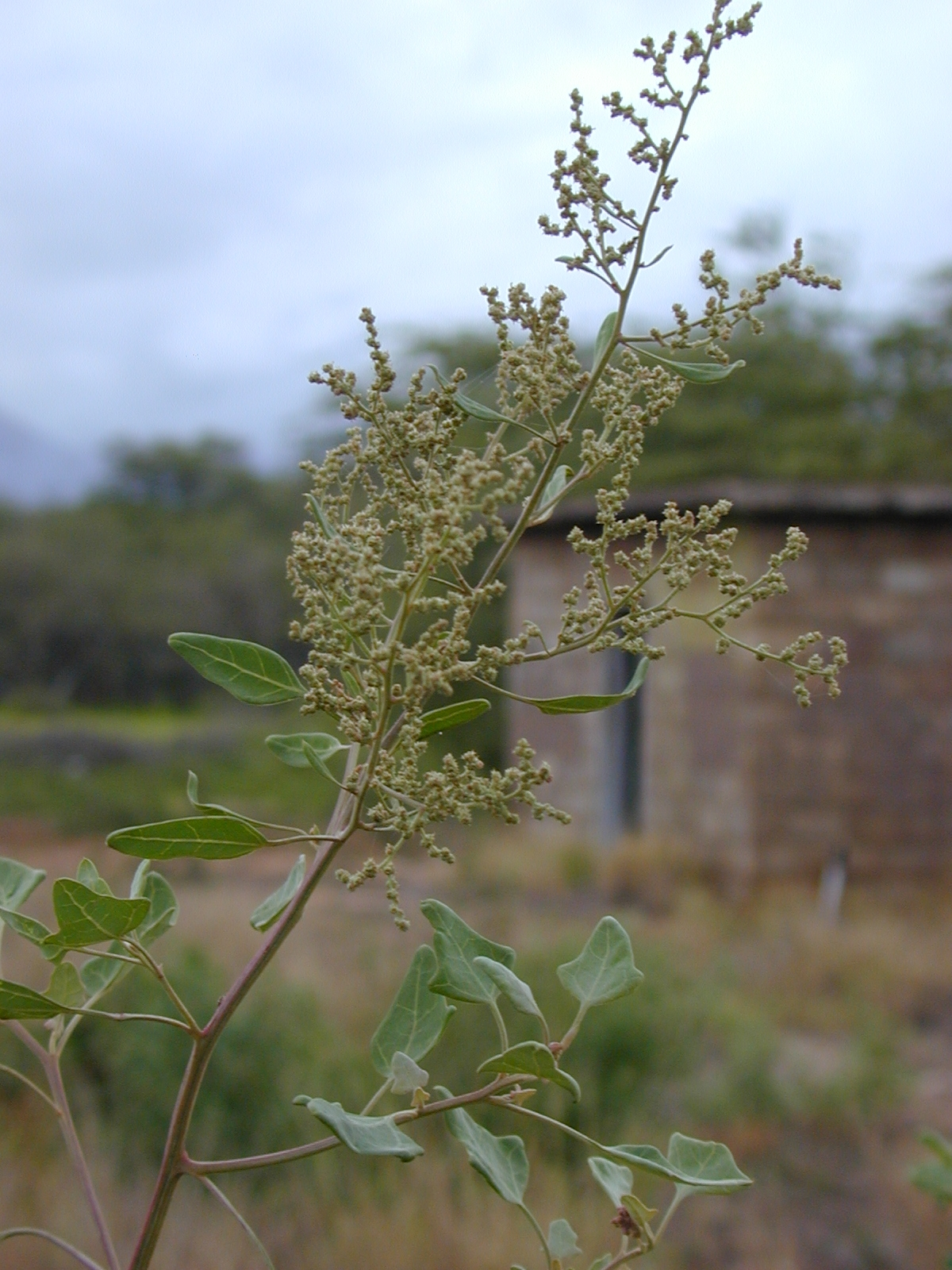
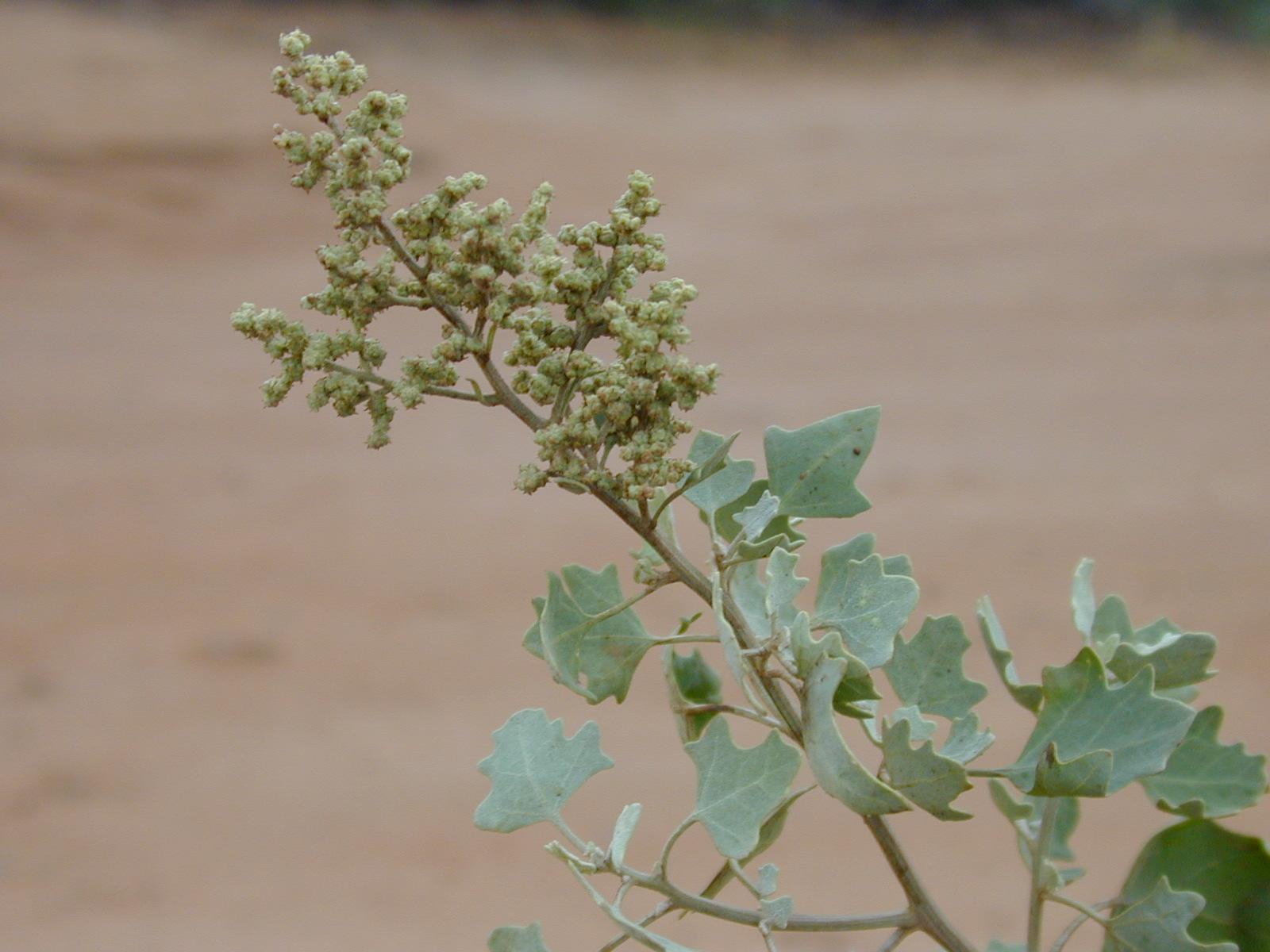
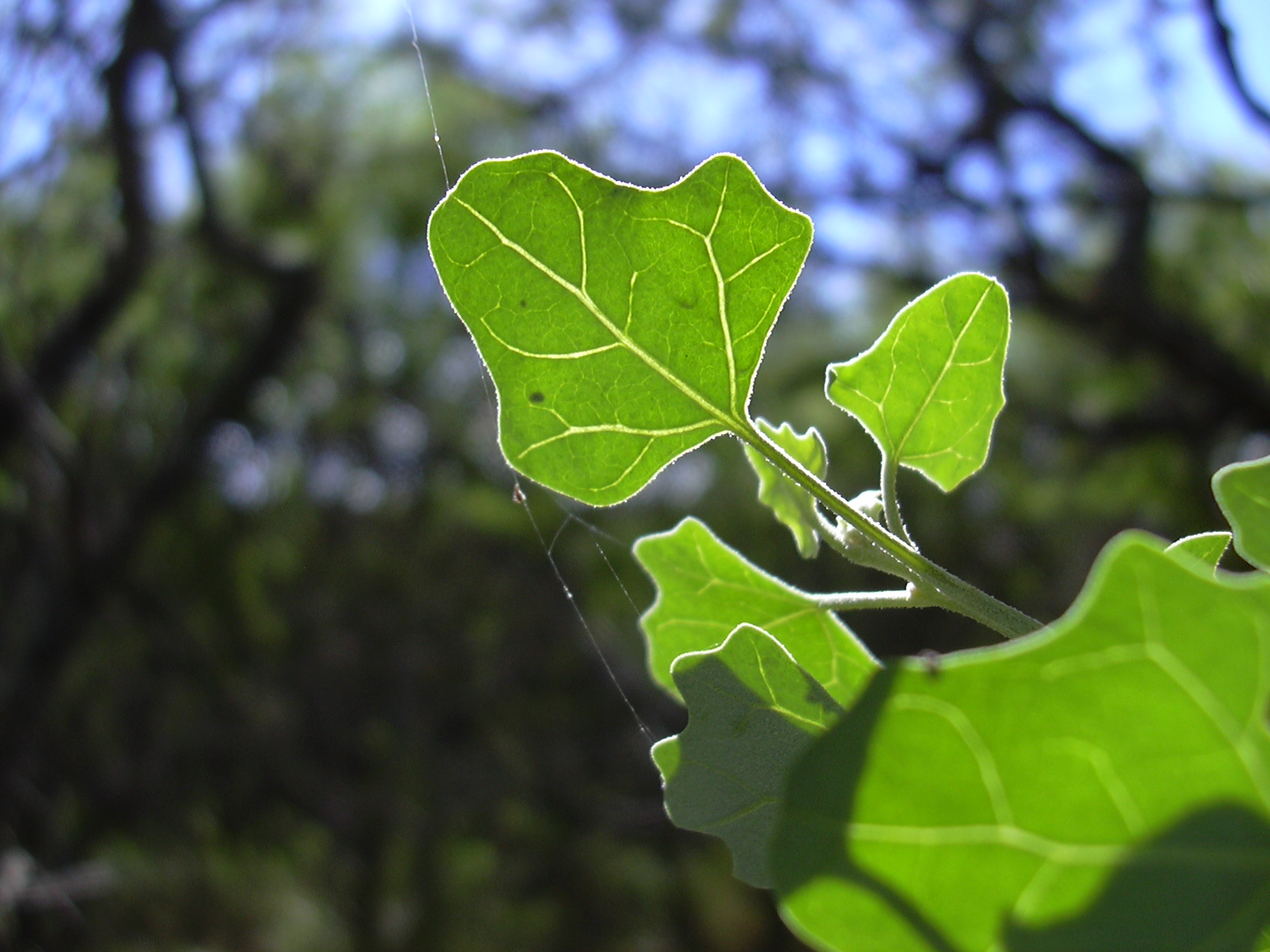
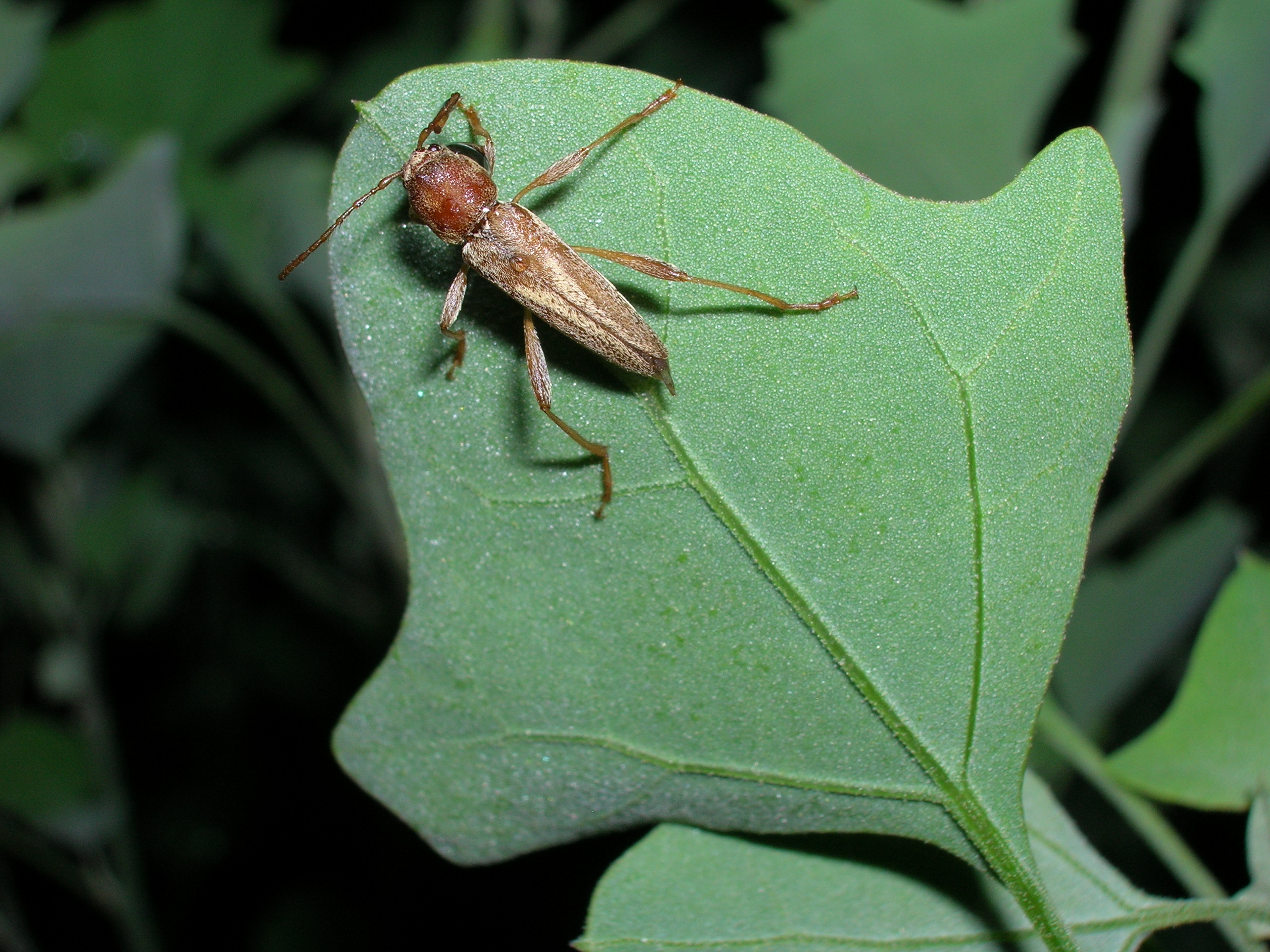
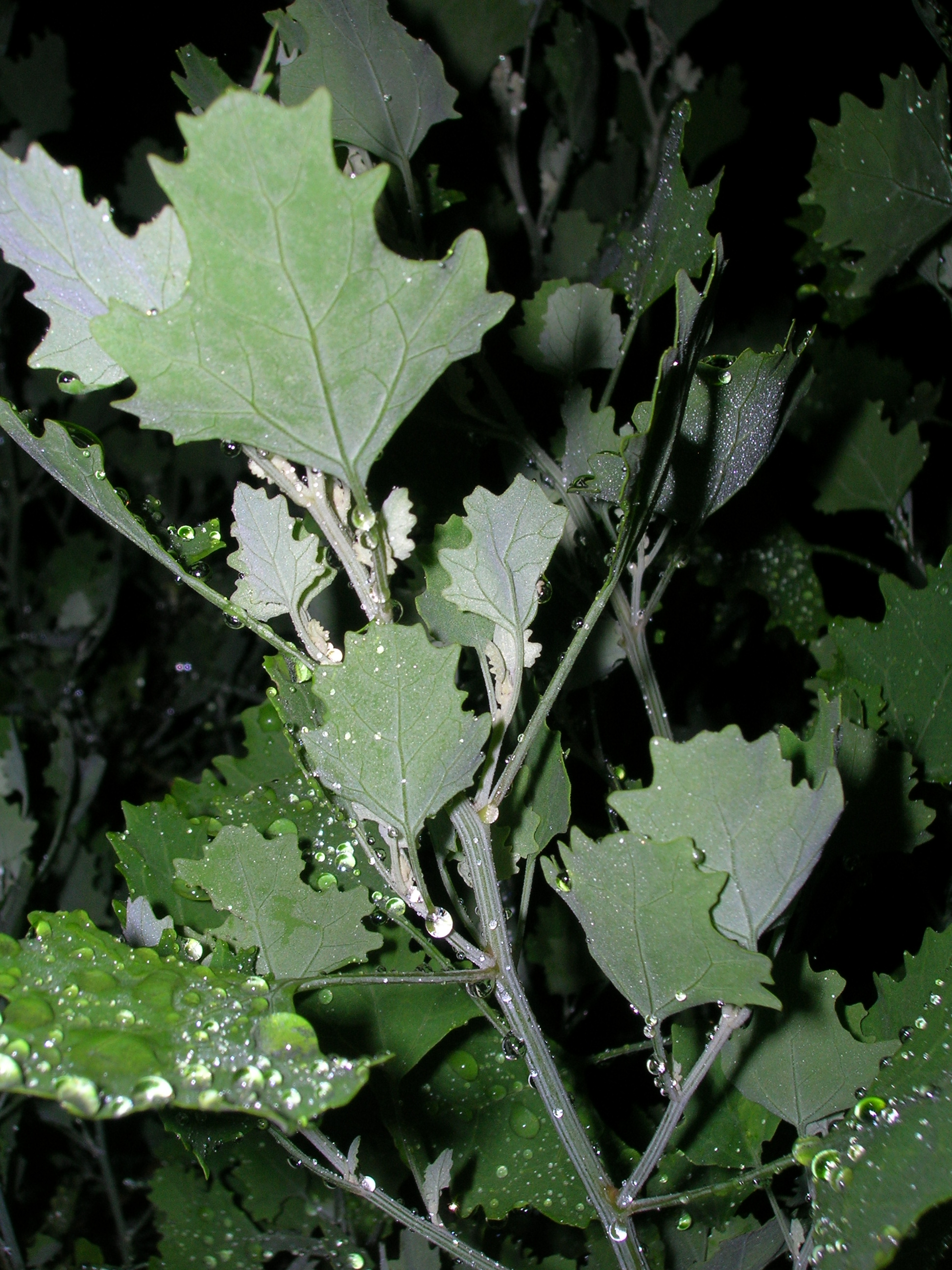
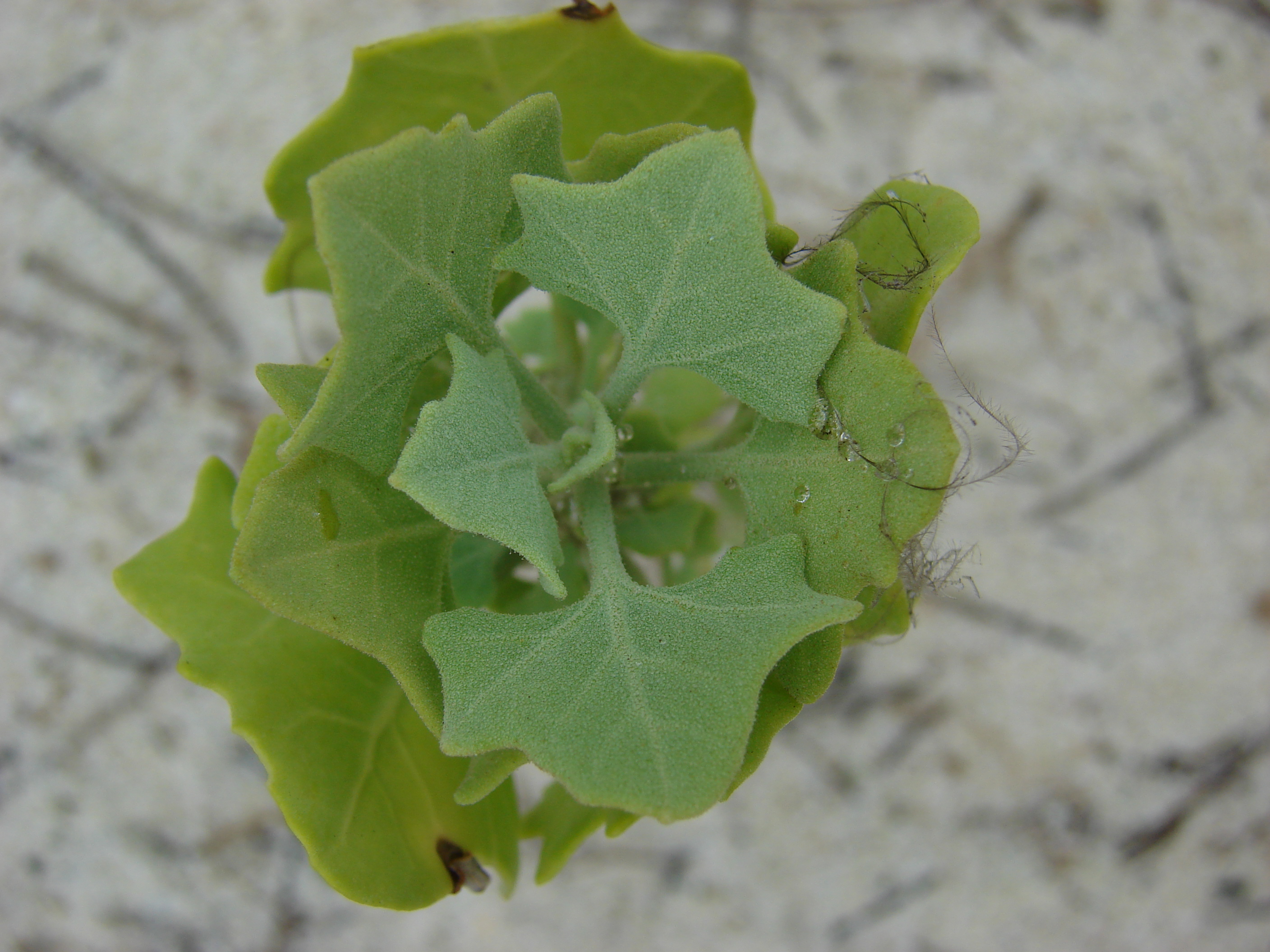